# Greensboro (Alabama)
Greensboro es una ciudad ubicada en el condado de Hale en el estado estadounidense de Alabama. En el censo de 2020, su población era de 2218 habitantes y una densidad poblacional de 360.25 personas por km².

## Demografía
En el 2000 la renta per cápita promedia del hogar era de $22,930, y el ingreso promedio para una familia era de $28,990. El ingreso per cápita para la localidad era de $13,271. Los hombres tenían un ingreso per cápita de $36,071 contra $23,224 para las mujeres.

## Geografía
Greensboro se encuentra ubicada en las coordenadas 32°42′8″N 87°35′46″O / 32.70222, -87.59611 (32.702340, -87.596216).
Según la Oficina del Censo de los EE. UU., la ciudad tiene un área total de 2.39 millas cuadradas (6.20 km²).